# Benjamin Altman
Benjamin Altman (Nova York, 12 de juliol de 1840 - Nova York, 7 d'octubre de 1913) va ser un empresari estatunidenc de Nova York. Conegut per haver creat la companyia B. Altman el 1865, i també per ésser un gran amant i mecenes de l'art, especialment del pintor Rembrandt. Altman va llegar una important col·lecció de pintures al Museu Metropolità d'Art d'aquesta mateixa ciutat.

## Biografia
Benjamin Altman era fill d'una família de jueus de Baviera que van emigrar a Amèrica el 1835 i van obrir una petita botiga a Attorney Street de la Ciutat de Nova York. Després de treballar en la botiga de mercaderies del seu pare, Altman es va establir pel seu compte. El 1865, va fundar l'empresa B. Altman & Co., una botiga de teles situada a la Tercera Avinguda amb el carrer 10, a Nova York. Amb els anys, la botiga va prosperar i es va expandir a diversos altres llocs. L'any 1877, una gran botiga es va obrir a la Sisena Avinguda, coneguda com el «Palau del Comerç» per la seva arquitectura luxosa, la botiga d'Altman va ser una de les primeres en tenir roba per a diferents edats i en diferents seccions.
L'empresari va utilitzar la seva riquesa per finançar diverses iniciatives en la seva ciutat natal. Una mica abans de la seva mort, va fundar la «Fundació Altman», una organització benèfica per donar suport les institucions educatives de la ciutat de Nova York.

## Col·leccions d'art i retrats
Benjamin Altman era un àvid col·leccionista de pintures de Rembrandt i porcellana oriental, gran part de les quals va adquirir a través del seu amic, el comerciant d'art Henry J. Duveen. Sovint va ser assessorat en les seves compres de pintura per Max Friedlander. La col·lecció de pintura era molt notable per la inclusió d'una pintura de Vermeer i vint quadres de Rembrandt, encara que alguns han estat reatribuïts de llavors ençà. A la seva mort, va donar la col·lecció al Museu Metropolità d'Art. La col·lecció també conté retrats notables de comerciants flamencs i alemanys del Renaixement.

### Pintures en el llegat de Benjamin Altman, 1913
| Imatge | Títol                                            | Artista                          | Data  | Nº d'inventari | url del MET |
| ------ | ------------------------------------------------ | -------------------------------- | ----- | -------------- | ----------- |
|        | Man with a Steel Gorget                          | anonymous                        | 1648  | 14.40.601      | MET         |
|        | Yonker Ramp and his sweetheart                   | Frans Hals                       | 1623  | 14.40.602      | MET         |
|        | Old Woman in an Armchair                         | Jacob Adriaensz Backer           | 1640  | 14.40.603      | MET         |
|        | The Fingernail Test                              | Frans Hals Judith Leyster        | 1626  | 14.40.604      | MET         |
|        | Shrovetide Revellers                             | Frans Hals                       | 1616  | 14.40.605      | MET         |
|        | Saint Justina of Padua                           | Bartolomeo Montagna              |       | 14.40.606      | MET         |
|        | Self-Portrait                                    | Gerrit Dou                       | 1665  | 14.40.607      | MET         |
|        | Rembrandt's Son Titus                            | anonymous Rembrandt              | 1680s | 14.40.608      | MET         |
|        | Old Woman Cutting Her Nails                      | anonymous Rembrandt              | 1650s | 14.40.609      | MET         |
|        | Pilate Washing His Hands                         | anonymous Rembrandt              | 1660s | 14.40.610      | MET         |
|        | A Girl Asleep                                    | Johannes Vermeer                 | 1657  | 14.40.611      | MET         |
|        | Young Woman Peeling Apples                       | Nicolaes Maes                    | 1655  | 14.40.612      | MET         |
|        | Interior with a Young Couple                     | Pieter de Hooch                  | 1662  | 14.40.613      | MET         |
|        | Entrance to a Village                            | Meindert Hobbema                 | 1690s | 14.40.614      | MET         |
|        | Portrait of a Woman, Called the Marchesa Durazzo | Anthony van Dyck                 |       | 14.40.615      | MET         |
|        | Young Herdsmen with Cows                         | Aelbert Cuyp                     |       | 14.40.616      | MET         |
|        | A Woman Playing the Theorbo-Lute and a Cavalier  | Gerard ter Borch                 |       | 14.40.617      | MET         |
|        | Self portrait                                    | Rembrandt                        | 1660  | 14.40.618      | MET         |
|        | Lucas van Uffel (died 1637)                      | Anthony van Dyck                 | 1624s | 14.40.619      | MET         |
|        | Portrait of a man with gloves in hand            | Rembrandt                        | 1648  | 14.40.620      | MET         |
|        | Man with a Magnifying Glass                      | Rembrandt                        | 1660s | 14.40.621      | MET         |
|        | Woman with a Pink                                | Rembrandt                        | 1660s | 14.40.622      | MET         |
|        | Wheat Fields                                     | Jacob van Ruisdael               | 1670  | 14.40.623      | MET         |
|        | Portrait of a Man ("The Auctioneer")             | anonymous Rembrandt              | 1658  | 14.40.624      | MET         |
|        | Portrait of a Woman                              | Rembrandt                        | 1633  | 14.40.625      | MET         |
|        | Portrait of Maria Portinari                      | Hans Memling                     | 1470  | 14.40.626–27   | MET         |
|        | The Crucifixion                                  | Fra Angelico                     |       | 14.40.628      | MET         |
|        | Young Woman with a Pearl Necklace                | anonymous                        | 1654  | 14.40.629      | MET         |
|        | Ulrich Fugger (1490–1525)                        | Hans Maler                       | 1525  | 14.40.630      | MET         |
|        | The Supper at Emmaus                             | Diego Velázquez                  |       | 14.40.631      | MET         |
|        | Virgin and Child with Angels                     | Bernard van Orley                |       | 14.40.632      | MET         |
|        | Virgin and Child with Saint Anne                 | Albrecht Dürer                   | 1519  | 14.40.633      | MET         |
|        | Mystic Marriage of St. Catherine                 | Hans Memling                     | 1479  | 14.40.634      | MET         |
|        | Madonna and Child with Angels                    | anonymous                        | 1500s | 14.40.635      | MET         |
|        | Christ Taking Leave of His Mother                | Gerard David                     |       | 14.40.636      | MET         |
|        | Lady Lee (Margaret Wyatt, born about 1509)       | anonymous                        | 1540s | 14.40.637      | MET         |
|        | Federigo Gonzaga (1500–1540)                     | Francesco Francia                | 1510  | 14.40.638      | MET         |
|        | Philip IV (1605–1665), King of Spain             | Diego Velázquez                  |       | 14.40.639      | MET         |
|        | Portrait of a Man                                | Ticià                            | 1512  | 14.40.640      | MET         |
|        | Madonna and Child with Saint Joseph and an Angel | Raffaellino del Garbo            |       | 14.40.641      | MET         |
|        | The Last Communion of Saint Jerome               | Sandro Botticelli                | 1495  | 14.40.642      | MET         |
|        | The Holy Family with Saint Mary Magdalen         | Andrea Mantegna                  | 1495  | 14.40.643      | MET         |
|        | Portrait of a Man                                | Dieric Bouts                     | 1470  | 14.40.644      | MET         |
|        | Portrait of a Young Man                          | Antonello da Messina             |       | 14.40.645      | MET         |
|        | Lady Rich (Elizabeth Jenks, died 1558)           | anonymous                        | 1540  | 14.40.646      | MET         |
|        | Madonna and Child                                | anonymous Andrea del Verrocchio  | 1470  | 14.40.647      | MET         |
|        | Portrait of an old man                           | Hans Memling                     | 1475  | 14.40.648      | MET         |
|        | Portrait of a Young Man                          | Cosimo Tura                      |       | 14.40.649      | MET         |
|        | Portrait of Cardinal Filippo Archinto            | Ticià                            |       | 14.40.650      | MET         |
|        | Bathsheba at her Toilette                        | Rembrandt                        | 1643  | 14.40.651      | MET         |
|        | Changing Pasture                                 | Anton Mauve                      |       | 14.40.810      | MET         |
|        | The Ferryman                                     | Jean-Baptiste Camille Corot      | 1865s | 14.40.811      | MET         |
|        | Twilight                                         | Anton Mauve                      |       | 14.40.812      | MET         |
|        | A Pond in Picardy                                | Jean-Baptiste Camille Corot      |       | 14.40.813      | MET         |
|        | A Path among the Rocks                           | Théodore Rousseau                |       | 14.40.814      | MET         |
|        | The Banks of the Oise                            | Charles-François Daubigny        | 1863  | 14.40.815      | MET         |
|        | The Return to the Fold                           | Anton Mauve                      |       | 14.40.816      | MET         |
|        | A Lane through the Trees                         | Jean-Baptiste Camille Corot      |       | 14.40.817      | MET         |
|        | A River Landscape with Storks                    | Charles-François Daubigny        | 1864  | 14.40.818      | MET         |
|        | The Edge of the Woods                            | Narcisse-Virgile Díaz de la Peña | 1872  | 14.40.819      | MET         |